# Torneo Apertura 2025 (Perú)
El Torneo Apertura 2025 fue el primero de los dos torneos cortos que conformaron la Liga 1 2025. Comenzó el 7 de febrero de 2025 y finalizó el 13 de julio de 2025.

## Formato
El Torneo Apertura se disputó con un sistema de todos contra todos durante 19 jornadas, en cada una un equipo tuvo descanso y en total los clubes disputaron 18 partidos. El equipo que culminó en el primer lugar una vez realizadas todas las fechas, fue proclamado como el «Ganador del Torneo Apertura».

## Equipos participantes

### Ascensos y descensos
En el 2024 hubo 3 descensos (3 últimos puestos), 2 ascensos (los 2 finalistas de la Liga 2) y 2 devueltos por resolución judicial (también provenientes de la Liga 2), siendo un total de 19 equipos en la presente temporada.
| Pos. | Descendidos de la Liga 1 2024 |
| ---- | ----------------------------- |
| 16.º | Carlos A. Mannucci            |
| 17.º | Universidad César Vallejo     |
| 18.º | Unión Comercio                |

| Pos. | Ascendidos de la Liga 2 2024  |
| ---- | ----------------------------- |
| 1.°  | Alianza Universidad           |
| 2.°  | Juan Pablo II College         |
| Pos. | Reintegrados a la Liga 1 2025 |
| Res. | Ayacucho FC                   |
| Res. | Deportivo Binacional          |

### Información de los equipos
| Club                      | Ciudad      | Entrenador            | Estadio Local                             | Aforo  | Estadios alternativos                                                                                    | Proveedor    | Patrocinador principal (Pecho) | Otros patrocinadores (Mangas u otras partes)                                                                                          |
| ------------------------- | ----------- | --------------------- | ----------------------------------------- | ------ | --- | ------------ | ------------------------------ | --- |
| ADT                       | Tarma       | Orlando Romero (INT)  | Unión Tarma                               | 9 100  | 2 Alternativas Huancayo Monumental de Jauja                                                              | New Athletic | Caja Huancayo                  | Ver lista Air Cool System SM Iveco New Athletic PagoEfectivo Sporade                                                                  |
| Alianza Atlético          | Sullana     | Gerardo Ameli         | Campeones del 36                          | 12 000 | 4 Alternativas Melanio Coloma Municipal de Bernal Sesquicentenario Mansiche                              | Walon        |                                | Ver lista Centro Oftalmológico NobaVisión Sporade                                                                                     |
| Alianza Lima              | Lima        | Néstor Gorosito       | Alejandro Villanueva (Propiedad del club) | 33 938 | 2 Alternativas Nacional Hugo Sotil                                                                       | Nike         | Apuesta Total Caja Huancayo    | Ver lista Anypsa Bitel Hyundai Loterías Torito                                                                                        |
| Alianza Universidad       | Huánuco     | Mifflin Bermúdez      | Heraclio Tapia                            | 25 000 | 1 Alternativa Olímpico de Amarilis                                                                       | Performance  | UDH                            | Ver lista Arte Pirotecnico Cemento Yunga Don Franchesco JABB Ladrillos Emperador Star Perú Vale Vale                                  |
| Atlético Grau             | Piura       | Ángel Comizzo         | Municipal de Bernal                       | 7000   | 2 Alternativas Francisco Mendoza Pizarro Campeones del 36                                                | Walon        | Caja Piura                     | Ver lista CIVA Estaciones San José Inmobiliaria Miraflores Perú Sporade                                                               |
| Ayacucho FC               | Ayacucho    | Luis Islas            | Manuel Molina Robles                      | 15 000 | Sin Alternativa                                                                                          | Real Sport   | Ayacucho Caja Mun. de Ica      | Ver lista Club Terra La Pradera Overade Power Fitness Club Real Sport                                                                 |
| Cienciano                 | Cusco       | Carlos Desio          | Inca Garcilaso de la Vega                 | 42 000 | 4 Alternativas Urcos Túpac Amaru Thomas E. Payne Espinar                                                 | Umbro        | Caja Cusco DoradoBet           | Ver lista Smart Fit Sporade Tecno Fast WOW Perú                                                                                       |
| Comerciantes Unidos       | Cutervo     | Daniel Ferreyra (INT) | Germán Contreras Jara                     | 6 300  | 4 Alternativas Juan Maldonado Gamarra Cristo el Señor Ramón Castilla Municipal El Frutillo               | Real Sport   |                                | Ver lista Agua Yakuari Hotel Abril JC Poresport Real Sport                                                                            |
| Cusco FC                  | Cusco       | Miguel Rondelli       | Inca Garcilaso de la Vega                 | 42 000 | 4 Alternativas Urcos Túpac Amaru Thomas E. Payne Espinar                                                 | Adidas       | DoradoBet                      | Ver lista Clínica O2 Medical Network Electrolight Pepe Nakamura Smart Fit                                                             |
| Deportivo Binacional      | Juliaca     | Claudio Bustamante    | Guillermo Briceño Rosamedina              | 18 080 | 5 Alternativas Monumental UNA Enrique Torres Belón Rodolfo Ramos C. Monumental UNSA Garcilaso de la Vega | Urzu Atletic |                                | Ver lista Sporade Urzu Atletic |
| Deportivo Garcilaso       | Cusco       | Guillermo Duró        | Inca Garcilaso de la Vega                 | 42 000 | 4 Alternativas Urcos Túpac Amaru Thomas E. Payne Espinar                                                 | Ander Sport  | Salkantay Trekking Delgado's   | Ver lista Clínica O2 Medical Network Generade InpeCable Intensity Oporto Abogados PagoEfectivo Pepe Nakamura Rustica Hoteles TuTicket |
| Juan Pablo II College     | Chongoyape  | Santiago Acasiete     | CD Juan Pablo II (Propiedad del club)     | 25 000 | 2 Alternativas Francisco Mendoza Pizarro César Flores Marigorda                                          | Real Sport   |                                | Ver lista Footloose R18 Real Sport Sporade                                                                                            |
| Los Chankas               | Andahuaylas | Walter Paolella (INT) | Los Chankas                               | 10 000 | 2 Alternativas Municipal de Talavera Monumental de Condebamba                                            | New Athletic | Cerveza Apurimeña              | Ver lista Anypsa El Cisne New Athletic                                                                                                |
| FBC Melgar                | Arequipa    | Walter Ribonetto      | Monumental de la UNSA                     | 60 000 | 1 Alternativa Guillermo Briceño R.                                                                       | Walon        | Stake                          | Ver lista DFSK Ricocan Saint-Gobain Sporade WOW Perú                                                                                  |
| Sport Boys                | Callao      | Arturo Reyes          | Miguel Grau                               | 17 000 | 3 Alternativas Iván Elías Moreno Alberto Gallardo Monumental                                             | Astro        | Apuesta Total                  | Ver lista Atrevia DFSK Electrolight ETNA                                                                                              |
| Sport Huancayo            | Huancayo    | Richard Pellejero     | Huancayo                                  | 20 000 | 2 Alternativas Monumental de Jauja Unión Tarma                                                           | Lotto        | Caja Huancayo                  | Ver lista Clínica Especializada Miranda Drytex Sporade Transportes Salazar                                                            |
| Sporting Cristal          | Lima        | Paulo Autuori         | Alberto Gallardo                          | 11 500 | 1 Alternativa Nacional                                                                                   | Puma         | Caja Piura DoradoBet           | Ver lista Cerveza Cristal Sporade WOW Perú                                                                                            |
| Universitario de Deportes | Lima        | Jorge Fossati         | Monumental - U (Propiedad del club)       | 80 096 | 1 Alternativa Nacional                                                                                   | Marathon     | Apuesta Total                  | Ver lista Altos Anypsa Fos-Hepan Jetour Opalux San Carlos                                                                             |
| UTC                       | Cajamarca   | Pablo Bossi           | Germán Contreras Jara                     | 6 300  | 3 Alternativas Cristo el Señor Ramón Castilla El Frutillo                                                | Astro        | Tinbet                         | Ver lista Colegio Nivel A Isuzu MSA Punto Original Real Plaza                                                                         |

### Localización
Perú está dividido de facto en 24 departamentos, 1 provincia constitucional y 1 provincia de régimen especial, de las cuales, 12 circunscripciones estarán representadas en el campeonato, igualando a la edición 2020 como la de mayor representación de todo el territorio nacional en la denominación de La Liga1. El departamento de Cusco y la provincia de Lima cuentan con la mayor cantidad de representantes (3 equipos).
| Región / Prov. | N.º | Equipos                                        | Mapa |
| -------------- | --- | ---------------------------------------------- | --- |
| Cusco          | 3   | Cienciano, Cusco FC y Deportivo Garcilaso      | Universitario Alianza Lima Cristal ADT Alianza Atlético · Atlético Grau Cienciano · Cusco FC · Dep. Garcilaso FBC Melgar Alianza Universidad Juan Pablo II Sport Huancayo Los Chankas Comerciantes Unidos Boys UTC Ayacucho FC Dep. Binacional |
| Lima           | 3   | Alianza Lima, Sporting Cristal y Universitario | Universitario Alianza Lima Cristal ADT Alianza Atlético · Atlético Grau Cienciano · Cusco FC · Dep. Garcilaso FBC Melgar Alianza Universidad Juan Pablo II Sport Huancayo Los Chankas Comerciantes Unidos Boys UTC Ayacucho FC Dep. Binacional |
| Cajamarca      | 2   | Comerciantes Unidos y UTC                      | Universitario Alianza Lima Cristal ADT Alianza Atlético · Atlético Grau Cienciano · Cusco FC · Dep. Garcilaso FBC Melgar Alianza Universidad Juan Pablo II Sport Huancayo Los Chankas Comerciantes Unidos Boys UTC Ayacucho FC Dep. Binacional |
| Junín          | 2   | ADT y Sport Huancayo                           | Universitario Alianza Lima Cristal ADT Alianza Atlético · Atlético Grau Cienciano · Cusco FC · Dep. Garcilaso FBC Melgar Alianza Universidad Juan Pablo II Sport Huancayo Los Chankas Comerciantes Unidos Boys UTC Ayacucho FC Dep. Binacional |
| Piura          | 2   | Atlético Grau y Alianza Atlético               | Universitario Alianza Lima Cristal ADT Alianza Atlético · Atlético Grau Cienciano · Cusco FC · Dep. Garcilaso FBC Melgar Alianza Universidad Juan Pablo II Sport Huancayo Los Chankas Comerciantes Unidos Boys UTC Ayacucho FC Dep. Binacional |
| Apurímac       | 1   | Los Chankas                                    | Universitario Alianza Lima Cristal ADT Alianza Atlético · Atlético Grau Cienciano · Cusco FC · Dep. Garcilaso FBC Melgar Alianza Universidad Juan Pablo II Sport Huancayo Los Chankas Comerciantes Unidos Boys UTC Ayacucho FC Dep. Binacional |
| Arequipa       | 1   | FBC Melgar                                     | Universitario Alianza Lima Cristal ADT Alianza Atlético · Atlético Grau Cienciano · Cusco FC · Dep. Garcilaso FBC Melgar Alianza Universidad Juan Pablo II Sport Huancayo Los Chankas Comerciantes Unidos Boys UTC Ayacucho FC Dep. Binacional |
| Ayacucho       | 1   | Ayacucho FC                                    | Universitario Alianza Lima Cristal ADT Alianza Atlético · Atlético Grau Cienciano · Cusco FC · Dep. Garcilaso FBC Melgar Alianza Universidad Juan Pablo II Sport Huancayo Los Chankas Comerciantes Unidos Boys UTC Ayacucho FC Dep. Binacional |
| Callao         | 1   | Sport Boys                                     | Universitario Alianza Lima Cristal ADT Alianza Atlético · Atlético Grau Cienciano · Cusco FC · Dep. Garcilaso FBC Melgar Alianza Universidad Juan Pablo II Sport Huancayo Los Chankas Comerciantes Unidos Boys UTC Ayacucho FC Dep. Binacional |
| Huánuco        | 1   | Alianza Universidad                            | Universitario Alianza Lima Cristal ADT Alianza Atlético · Atlético Grau Cienciano · Cusco FC · Dep. Garcilaso FBC Melgar Alianza Universidad Juan Pablo II Sport Huancayo Los Chankas Comerciantes Unidos Boys UTC Ayacucho FC Dep. Binacional |
| Lambayeque     | 1   | Juan Pablo II College                          | Universitario Alianza Lima Cristal ADT Alianza Atlético · Atlético Grau Cienciano · Cusco FC · Dep. Garcilaso FBC Melgar Alianza Universidad Juan Pablo II Sport Huancayo Los Chankas Comerciantes Unidos Boys UTC Ayacucho FC Dep. Binacional |
| Puno           | 1   | Deportivo Binacional                           | Universitario Alianza Lima Cristal ADT Alianza Atlético · Atlético Grau Cienciano · Cusco FC · Dep. Garcilaso FBC Melgar Alianza Universidad Juan Pablo II Sport Huancayo Los Chankas Comerciantes Unidos Boys UTC Ayacucho FC Dep. Binacional |

## Clasificación

### Tabla de posiciones
| Pos. | Equipo                | Pts. | PJ | G  | E | P  | GF | GC | Dif. | Clasificación           |
| ---- | --------------------- | ---- | -- | -- | - | -- | -- | -- | ---- | ----------------------- |
| 1    | Universitario (G)     | 39   | 18 | 12 | 3 | 3  | 38 | 12 | +26  | Avanza a los Play-offs. |
| 2    | Alianza Lima          | 37   | 18 | 11 | 4 | 3  | 23 | 11 | +12  |                         |
| 3    | Cusco FC              | 34   | 18 | 10 | 4 | 4  | 34 | 20 | +14  |                         |
| 4    | Alianza Atlético      | 34   | 18 | 11 | 1 | 6  | 28 | 18 | +10  |                         |
| 5    | Sporting Cristal      | 32   | 18 | 10 | 2 | 6  | 31 | 24 | +7   |                         |
| 6    | FBC Melgar            | 31   | 18 | 8  | 7 | 3  | 28 | 20 | +8   |                         |
| 7    | Sport Huancayo        | 30   | 18 | 9  | 3 | 6  | 23 | 21 | +2   |                         |
| 8    | Deportivo Garcilaso   | 27   | 18 | 8  | 3 | 7  | 28 | 19 | +9   |                         |
| 9    | ADT                   | 24   | 18 | 6  | 6 | 6  | 24 | 30 | −6   |                         |
| 10   | Cienciano             | 23   | 18 | 5  | 8 | 5  | 29 | 25 | +4   |                         |
| 11   | Los Chankas           | 23   | 18 | 5  | 8 | 5  | 24 | 25 | −1   |                         |
| 12   | Atlético Grau         | 22   | 18 | 5  | 7 | 6  | 23 | 24 | −1   |                         |
| 13   | Sport Boys            | 20   | 18 | 5  | 5 | 8  | 26 | 28 | −2   |                         |
| 14   | Juan Pablo II College | 19   | 18 | 5  | 4 | 9  | 20 | 28 | −8   |                         |
| 15   | UTC                   | 19   | 18 | 5  | 4 | 9  | 17 | 34 | −17  |                         |
| 16   | Deportivo Binacional  | 18   | 18 | 4  | 6 | 8  | 20 | 33 | −13  |                         |
| 17   | Ayacucho FC           | 15   | 18 | 4  | 3 | 11 | 14 | 27 | −13  |                         |
| 18   | Comerciantes Unidos   | 11   | 18 | 2  | 5 | 11 | 17 | 31 | −14  |                         |
| 19   | Alianza Universidad   | 11   | 18 | 2  | 5 | 11 | 16 | 33 | −17  |                         |

 Fuente: FPF
|                       |
| Ganador Universitario |

### Evolución de clasificación
| Equipo / Fecha        | 1  | 2  | 3   | 4   | 5   | 6   | 7   | 8   | 9   | 10  | 11  | 12  | 13  | 14  | 15  | 16  | 17  | 18 | 19 |
| --------------------- | -- | -- | --- | --- | --- | --- | --- | --- | --- | --- | --- | --- | --- | --- | --- | --- | --- | -- | -- |
| Universitario         | 12 | 6  | 8*  | 5*  | 4*  | 3*  | 3*  | 2*  | 1*  | 1*  | 1*  | 1*  | 3*  | 1*  | 1*  | 1*  | 1   | 1  | 1  |
| Alianza Lima          | 2  | 9  | 5   | 3   | 2   | 4   | 4   | 4   | 3   | 4*  | 5*  | 5*  | 4*  | 2*  | 4*  | 2   | 2   | 2  | 2  |
| Cusco FC              | 19 | 18 | 13  | 11  | 14  | 10  | 7   | 9   | 7   | 8   | 8   | 7   | 7   | 7   | 7   | 7   | 5   | 3  | 3  |
| Alianza Atlético      | 15 | 8  | 10  | 9   | 7   | 8   | 11  | 13  | 10  | 9   | 7   | 8   | 6   | 4   | 2   | 4   | 3   | 4  | 4  |
| Sporting Cristal      | 7  | 5  | 4   | 6   | 8   | 6   | 6   | 5   | 8   | 6   | 9   | 6   | 5   | 8   | 6   | 8   | 6   | 7  | 5  |
| FBC Melgar            | 1  | 1  | 1   | 2*  | 1*  | 1*  | 1*  | 1*  | 4*  | 3*  | 3*  | 2*  | 2*  | 3*  | 3*  | 3*  | 4*  | 5  | 6  |
| Sport Huancayo        | 3  | 2  | 7   | 8   | 5   | 7   | 8   | 6   | 5   | 7   | 4   | 3   | 1   | 5   | 5   | 5   | 8   | 6  | 7  |
| Deportivo Garcilaso   | 10 | 4  | 3   | 1   | 3   | 2   | 2   | 3   | 2   | 2   | 2   | 4   | 8   | 6   | 8   | 6   | 7   | 8  | 8  |
| ADT                   | 11 | 3  | 2   | 4   | 6   | 5   | 5   | 7   | 6   | 5   | 6   | 9   | 9   | 9   | 9   | 12  | 12  | 12 | 9  |
| Cienciano             | 6  | 15 | 17  | 16* | 12* | 14  | 15  | 15  | 14  | 12  | 11  | 12  | 12  | 10  | 10  | 9   | 9   | 9  | 10 |
| Los Chankas           | 9  | 13 | 14  | 14* | 15* | 12  | 12  | 14  | 15  | 14  | 12  | 11  | 11  | 12  | 13  | 13  | 10  | 11 | 11 |
| Atlético Grau         | 4  | 10 | 11* | 13* | 11* | 9*  | 9*  | 10* | 11* | 13* | 15* | 14* | 15* | 13* | 11* | 10* | 13  | 10 | 12 |
| Sport Boys            | 5  | 12 | 6   | 7   | 9   | 11  | 10  | 8   | 9   | 10  | 10  | 10  | 10  | 11  | 12  | 11  | 11  | 13 | 13 |
| Juan Pablo II College | 16 | 17 | 18  | 19* | 19* | 17* | 18* | 17* | 16* | 16* | 16* | 16* | 16* | 16* | 14* | 15* | 16* | 16 | 14 |
| UTC                   | 18 | 19 | 19  | 18  | 18  | 19  | 17  | 12  | 13  | 15  | 14  | 15  | 13  | 14  | 16  | 14  | 14  | 14 | 15 |
| Deportivo Binacional  | 14 | 7  | 9   | 12  | 10  | 13  | 13  | 11  | 12  | 11  | 13  | 13  | 14  | 15  | 15  | 16  | 15  | 15 | 16 |
| Ayacucho FC           | 17 | 11 | 12  | 10  | 13  | 15  | 16  | 18  | 19  | 19  | 18  | 19  | 18  | 17  | 17  | 18  | 18  | 17 | 17 |
| Comerciantes Unidos   | 13 | 16 | 15  | 15  | 16  | 16  | 14  | 16  | 17  | 17* | 17* | 17* | 17* | 18* | 18* | 17  | 17  | 18 | 18 |
| Alianza Universidad   | 8  | 14 | 16  | 17  | 17  | 18  | 19  | 19  | 18  | 18  | 19  | 18  | 19  | 19  | 19  | 19  | 19  | 19 | 19 |

     Equipo libre de la fecha.(*) Indica la posición del equipo con un partido pendiente.

## Resultados
- La hora de cada encuentro corresponde al huso horario que rige a Perú (UTC-5).

| Fecha 1                     | Fecha 1   | Fecha 1               | Fecha 1                   | Fecha 1       | Fecha 1 | Fecha 1          | Fecha 1          | Fecha 1 |
| Local                       | Resultado | Visitante             | Estadio                   | Fecha         | Hora    | Árbitro          | VAR              | TV      |
| --------------------------- | --------- | --------------------- | ------------------------- | ------------- | ------- | ---------------- | ---------------- | ------- |
| Sport Huancayo              | 2 – 1     | Alianza Atlético      | Huancayo                  | 7 de febrero  | 15:00   | Augusto Menéndez | Edwin Ordoñez    |         |
| FBC Melgar                  | 3 – 0     | UTC                   | Monumental de la UNSA     | 8 de febrero  | 13:00   | Julio Quiroz     | David Huamán     |         |
| Atlético Grau               | 1 – 0     | Ayacucho FC           | Campeones del 36          | 8 de febrero  | 15:15   | Christian Santos | Diego Haro       |         |
| Alianza Lima                | 3 – 0     | Cusco FC              | Alejandro Villanueva      | 8 de febrero  | 19:00   | Daniel Ureta     | Jhonathan Zamora |         |
| Alianza Universidad         | 2 – 2     | Sporting Cristal      | Heraclio Tapia            | 9 de febrero  | 13:00   | Jordi Espinoza   | Sebastián Lozano |         |
| Sport Boys                  | 1 – 0     | Juan Pablo II College | Miguel Grau               | 9 de febrero  | 15:00   | Bruno Pérez      | Robin Segura     |         |
| Comerciantes Unidos         | 1 – 1     | Universitario         | Germán Contreras Jara     | 9 de febrero  | 15:30   | Micke Palomino   | Víctor Cori      |         |
| Cienciano                   | 2 – 2     | ADT                   | Inca Garcilaso de la Vega | 9 de febrero  | 18:00   | Joel Alarcón     | Pablo López      |         |
| Los Chankas                 | 2 – 2     | Deportivo Garcilaso   | Municipal de Talavera     | 10 de febrero | 15:00   | Jesús Cartagena  | Milagros Arruela |         |
| Libre: Deportivo Binacional |           |                       |                           |               |         |                  |                  |         |

| Fecha 2               | Fecha 2   | Fecha 2              | Fecha 2                   | Fecha 2       | Fecha 2 | Fecha 2        | Fecha 2              | Fecha 2 |
| Local                 | Resultado | Visitante            | Estadio                   | Fecha         | Hora    | Árbitro        | VAR                  | TV      |
| --------------------- | --------- | -------------------- | ------------------------- | ------------- | ------- | -------------- | -------------------- | ------- |
| Cusco FC              | 0 – 1     | FBC Melgar           | Inca Garcilaso de la Vega | 14 de febrero | 17:30   | Jordi Espinoza | Milagros Arruela     |         |
| UTC                   | 0 – 4     | Deportivo Binacional | Germán Contreras Jara     | 15 de febrero | 11:00   | Pablo López    | Augusto Menéndez     |         |
| ADT                   | 4 – 3     | Atlético Grau        | Unión Tarma               | 15 de febrero | 13:00   | Víctor Cori    | Hibert Villegas      |         |
| Alianza Atlético      | 3 – 1     | Alianza Lima         | Mansiche                  | 15 de febrero | 15:30   | Kevin Ortega   | David Huamán         |         |
| Universitario         | 3 – 2     | Cienciano            | Monumental                | 15 de febrero | 19:30   | Bruno Pérez    | Julio Quiroz         |         |
| Sporting Cristal      | 2 – 1     | Sport Boys           | Alberto Gallardo          | 16 de febrero | 11:00   | Daniel Ureta   | Alejandro Villanueva |         |
| Juan Pablo II College | 0 – 1     | Sport Huancayo       | Mansiche                  | 16 de febrero | 13:15   | Micke Palomino | Joel Alarcón         |         |
| Deportivo Garcilaso   | 2 – 1     | Comerciantes Unidos  | Inca Garcilaso de la Vega | 16 de febrero | 15:30   | César García   | Jhonathan Zamora     |         |
| Ayacucho FC           | 3 – 2     | Alianza Universidad  | Manuel Molina Robles      | 17 de febrero | 15:00   | Robin Segura   | Milagros Arruela     |         |
| Libre: Los Chankas    |           |                      |                           |               |         |                |                      |         |

| Fecha 3              | Fecha 3   | Fecha 3               | Fecha 3                      | Fecha 3       | Fecha 3 | Fecha 3          | Fecha 3              | Fecha 3 |
| Local                | Resultado | Visitante             | Estadio                      | Fecha         | Hora    | Árbitro          | VAR                  | TV      |
| -------------------- | --------- | --------------------- | ---------------------------- | ------------- | ------- | ---------------- | -------------------- | ------- |
| Alianza Lima         | 1 – 0     | Juan Pablo II College | Alejandro Villanueva         | 21 de febrero | 20:00   | Augusto Menéndez | Sebastián Lozano     |         |
| Comerciantes Unidos  | 1 – 1     | Los Chankas           | Germán Contreras Jara        | 22 de febrero | 13:00   | Jordi Espinoza   | Daniel Ureta         |         |
| Sport Boys           | 2 – 1     | Ayacucho FC           | Miguel Grau                  | 22 de febrero | 15:00   | Jonathan Zamora  | Milagros Arruela     |         |
| Sport Huancayo       | 0 – 1     | Sporting Cristal      | Huancayo                     | 22 de febrero | 15:30   | Edwin Ordoñez    | David Huamán         |         |
| Cienciano            | 2 – 3     | Deportivo Garcilaso   | Inca Garcilaso de la Vega    | 22 de febrero | 19:00   | Diego Haro       | Hibert Villegas      |         |
| Alianza Universidad  | 2 – 3     | ADT                   | Heraclio Tapia               | 23 de febrero | 13:00   | Christian Santos | Alejandro Villanuena |         |
| FBC Melgar           | 2 – 1     | Alianza Atlético      | Monumental de la UNSA        | 23 de febrero | 19:00   | Michael Espinoza | Robin Segura         |         |
| Deportivo Binacional | 1 – 2     | Cusco FC              | Guillermo Briceño Rosamedina | 24 de febrero | 18:00   | Julio Quiroz     | Jesús Cartagena      |         |
| Atlético Grau        | 0 – 2     | Universitario         | Mansiche                     | 25 de junio   | 19:00   | Jordi Espinoza   | Pablo López          |         |
| Libre: UTC           |           |                       |                              |               |         |                  |                      |         |

| Fecha 4                    | Fecha 4   | Fecha 4              | Fecha 4                   | Fecha 4       | Fecha 4 | Fecha 4          | Fecha 4          | Fecha 4 |
| Local                      | Resultado | Visitante            | Estadio                   | Fecha         | Hora    | Árbitro          | VAR              | TV      |
| -------------------------- | --------- | -------------------- | ------------------------- | ------------- | ------- | ---------------- | ---------------- | ------- |
| ADT                        | 2 – 2     | Sport Boys           | Unión Tarma               | 27 de febrero | 15:30   | Joel Alarcón     | Pablo López      |         |
| Deportivo Garcilaso        | 2 – 0     | Atlético Grau        | Inca Garcilaso de la Vega | 28 de febrero | 15:00   | Jordi Espinoza   | Robin Segura     |         |
| Cusco FC                   | 1 – 1     | UTC                  | Inca Garcilaso de la Vega | 1 de marzo    | 13:00   | Robin Segura     | Jordi Espinoza   |         |
| Alianza Atlético           | 4 – 1     | Deportivo Binacional | Campeones del 36          | 1 de marzo    | 15:30   | Víctor Cori      | David Huamán     |         |
| Sporting Cristal           | 1 – 2     | Alianza Lima         | Nacional                  | 1 de marzo    | 20:00   | Michael Espinoza | Hibert Villegas  |         |
| Ayacucho FC                | 1 – 1     | Sport Huancayo       | Manuel Molina Robles      | 2 de marzo    | 13:00   | Jesús Cartagena  | Christian Santos |         |
| Universitario              | 4 – 0     | Alianza Universidad  | Monumental                | 2 de marzo    | 18:00   | Edwin Ordoñez    | Joel Alarcón     |         |
| Los Chankas                | 0 – 0     | Cienciano            | Los Chankas               | 23 de marzo   | 15:00   | Daniel Ureta     | César García     |         |
| Juan Pablo II College      | 1 – 1     | FBC Melgar           | CD Juan Pablo II          | 2 de julio    | 15:00   | Bruno Pérez      | Pablo López      |         |
| Libre: Comerciantes Unidos |           |                      |                           |               |         |                  |                  |         |

| Fecha 5              | Fecha 5   | Fecha 5               | Fecha 5                      | Fecha 5     | Fecha 5 | Fecha 5          | Fecha 5              | Fecha 5 |
| Local                | Resultado | Visitante             | Estadio                      | Fecha       | Hora    | Árbitro          | VAR                  | TV      |
| -------------------- | --------- | --------------------- | ---------------------------- | ----------- | ------- | ---------------- | -------------------- | ------- |
| Alianza Universidad  | 0 – 0     | Deportivo Garcilaso   | Heraclio Tapia               | 7 de marzo  | 13:00   | Hibert Villegas  | Alejandro Villanueva |         |
| Alianza Lima         | 2 – 0     | Ayacucho FC           | Alejandro Villanueva         | 7 de marzo  | 20:00   | Julio Quiroz     | Jordi Espinoza       |         |
| UTC                  | 0 – 0     | Alianza Atlético      | Germán Contreras Jara        | 8 de marzo  | 13:00   | César García     | Jesús Cartagena      |         |
| Sport Huancayo       | 2 – 1     | ADT                   | Huancayo                     | 8 de marzo  | 15:30   | Sebastián Lozano | Ítalo Gonzales       |         |
| FBC Melgar           | 1 – 0     | Sporting Cristal      | Monumental de la UNSA        | 8 de marzo  | 18:00   | Bruno Pérez      | David Huamán         |         |
| Sport Boys           | 0 – 2     | Universitario         | Nacional                     | 9 de marzo  | 15:00   | Micke Palomino   | Robin Segura         |         |
| Cienciano            | 3 – 2     | Comerciantes Unidos   | Inca Garcilaso de la Vega    | 9 de marzo  | 19:30   | Pablo López      | Diego Haro           |         |
| Atlético Grau        | 2 – 1     | Los Chankas           | Campeones del 36             | 10 de marzo | 15:00   | Edwin Ordoñez    | Joel Alarcón         |         |
| Deportivo Binacional | 2 – 0     | Juan Pablo II College | Guillermo Briceño Rosamedina | 10 de marzo | 18:00   | Daniel Ureta     | Michael Espinoza     |         |
| Libre: Cusco FC      |           |                       |                              |             |         |                  |                      |         |

| Fecha 6               | Fecha 6   | Fecha 6              | Fecha 6                   | Fecha 6     | Fecha 6 | Fecha 6          | Fecha 6              | Fecha 6 |
| Local                 | Resultado | Visitante            | Estadio                   | Fecha       | Hora    | Árbitro          | VAR                  | TV      |
| --------------------- | --------- | -------------------- | ------------------------- | ----------- | ------- | ---------------- | -------------------- | ------- |
| Comerciantes Unidos   | 2 – 2     | Atlético Grau        | Germán Contreras Jara     | 27 de marzo | 13:00   | Sebastián Lozano | Joel Alarcón         |         |
| Ayacucho FC           | 2 – 3     | FBC Melgar           | Manuel Molina Robles      | 27 de marzo | 15:30   | Diego Haro       | Julio Quiroz         |         |
| Alianza Atlético      | 2 – 4     | Cusco FC             | Campeones del 36          | 28 de marzo | 15:30   | Ítalo Gonzales   | Edwin Ordoñez        |         |
| Universitario         | 3 – 1     | Sport Huancayo       | Monumental                | 28 de marzo | 20:00   | Augusto Menéndez | Pablo López          |         |
| ADT                   | 3 – 0     | Alianza Lima         | Unión Tarma               | 29 de marzo | 13:00   | Kevin Ortega     | Alejandro Villanueva |         |
| Sporting Cristal      | 5 – 0     | Deportivo Binacional | Alberto Gallardo          | 29 de marzo | 15:30   | Christian Santos | Sebastián Lozano     |         |
| Deportivo Garcilaso   | 4 – 0     | Sport Boys           | Inca Garcilaso de la Vega | 29 de marzo | 18:00   | Robin Segura     | Daniel Ureta         |         |
| Los Chankas           | 3 – 1     | Alianza Universidad  | Los Chankas               | 30 de marzo | 13:00   | Michael Espinoza | Diego Haro           |         |
| Juan Pablo II College | 4 – 2     | UTC                  | CD Juan Pablo II          | 30 de marzo | 15:30   | Joel Alarcón     | Julio Quiroz         |         |
| Libre: Cienciano      |           |                      |                           |             |         |                  |                      |         |

| Fecha 7                 | Fecha 7   | Fecha 7               | Fecha 7                      | Fecha 7    | Fecha 7 | Fecha 7          | Fecha 7              | Fecha 7 |
| Local                   | Resultado | Visitante             | Estadio                      | Fecha      | Hora    | Árbitro          | VAR                  | TV      |
| ----------------------- | --------- | --------------------- | ---------------------------- | ---------- | ------- | ---------------- | -------------------- | ------- |
| Deportivo Binacional    | 1 – 1     | Ayacucho FC           | Guillermo Briceño Rosamedina | 4 de abril | 17:30   | Sebastián Lozano | Pablo López          |         |
| Sport Huancayo          | 0 – 3     | Deportivo Garcilaso   | Huancayo                     | 4 de abril | 20:00   | Jesús Cartagena  | Diego Haro           |         |
| Atlético Grau           | 1 – 1     | Cienciano             | Campeones del 36             | 5 de abril | 10:15   | Jhonathan Zamora | Alejandro Villanueva |         |
| FBC Melgar              | 4 – 0     | ADT                   | Monumental de la UNSA        | 5 de abril | 15:15   | Augusto Menéndez | Joel Alarcón         |         |
| Alianza Lima            | 1 – 1     | Universitario         | Alejandro Villanueva         | 5 de abril | 19:00   | Daniel Ureta     | Robin Segura         |         |
| Cusco FC                | 4 – 2     | Juan Pablo II College | Inca Garcilaso de la Vega    | 6 de abril | 13:15   | Bruno Pérez      | Milagros Arruela     |         |
| Sport Boys              | 1 – 1     | Los Chankas           | Miguel Grau                  | 6 de abril | 14:00   | Kevin Ortega     | David Huamán         |         |
| UTC                     | 4 – 1     | Sporting Cristal      | Germán Contreras Jara        | 6 de abril | 15:30   | Edwin Ordoñez    | Michael Espinoza     |         |
| Alianza Universidad     | 0 – 2     | Comerciantes Unidos   | Heraclio Tapia               | 6 de abril | 18:00   | Julio Quiroz     | Víctor Cori          |         |
| Libre: Alianza Atlético |           |                       |                              |            |         |                  |                      |         |

| Fecha 8               | Fecha 8   | Fecha 8              | Fecha 8                   | Fecha 8     | Fecha 8 | Fecha 8          | Fecha 8              | Fecha 8 |
| Local                 | Resultado | Visitante            | Estadio                   | Fecha       | Hora    | Árbitro          | VAR                  | TV      |
| --------------------- | --------- | -------------------- | ------------------------- | ----------- | ------- | ---------------- | -------------------- | ------- |
| Ayacucho FC           | 0 – 1     | UTC                  | Manuel Molina Robles      | 11 de abril | 13:15   | Christian Santos | Jesús Cartagena      |         |
| Los Chankas           | 1 – 3     | Sport Huancayo       | Los Chankas               | 11 de abril | 15:30   | Julio Quiroz     | Víctor Cori          |         |
| Juan Pablo II College | 1 – 0     | Alianza Atlético     | CD Juan Pablo II          | 12 de abril | 15:30   | Pablo López      | Robin Segura         |         |
| Cienciano             | 0 – 1     | Alianza Universidad  | Inca Garcilaso de la Vega | 12 de abril | 19:00   | Ítalo Gonzales   | Sebastián Lozano     |         |
| Sporting Cristal      | 1 – 0     | Cusco FC             | Alberto Gallardo          | 13 de abril | 11:00   | Diego Haro       | David Huamán         |         |
| Comerciantes Unidos   | 0 – 4     | Sport Boys           | Germán Contreras Jara     | 13 de abril | 13:15   | Daniel Ureta     | Augusto Menéndez     |         |
| ADT                   | 1 – 1     | Deportivo Binacional | Unión Tarma               | 13 de abril | 15:30   | Michael Espinoza | Milagros Arruela     |         |
| Universitario         | 4 – 1     | FBC Melgar           | Monumental                | 13 de abril | 19:00   | Kevin Ortega     | Alejandro Villanueva |         |
| Deportivo Garcilaso   | 0 – 1     | Alianza Lima         | Inca Garcilaso de la Vega | 14 de abril | 19:30   | Joel Alarcón     | Jhonathan Zamora     |         |
| Libre: Atlético Grau  |           |                      |                           |             |         |                  |                      |         |

| Fecha 9                      | Fecha 9   | Fecha 9             | Fecha 9                      | Fecha 9     | Fecha 9 | Fecha 9          | Fecha 9              | Fecha 9 |
| Local                        | Resultado | Visitante           | Estadio                      | Fecha       | Hora    | Árbitro          | VAR                  | TV      |
| ---------------------------- | --------- | ------------------- | ---------------------------- | ----------- | ------- | ---------------- | -------------------- | ------- |
| Alianza Universidad          | 0 – 0     | Atlético Grau       | Heraclio Tapia               | 17 de abril | 20:00   | Kevin Ortega     | César García         |         |
| FBC Melgar                   | 1 – 2     | Deportivo Garcilaso | Monumental de la UNSA        | 18 de abril | 15:00   | Daniel Ureta     | Jordi Espinoza       |         |
| Deportivo Binacional         | 1 – 3     | Universitario       | Guillermo Briceño Rosamedina | 18 de abril | 17:30   | Joel Alarcón     | Pablo López          |         |
| Alianza Lima                 | 1 – 0     | Los Chankas         | Alejandro Villanueva         | 18 de abril | 20:00   | Augusto Menéndez | Milagros Arrueta     |         |
| Sport Boys                   | 2 – 2     | Cienciano           | Miguel Grau                  | 19 de abril | 13:00   | Jesús Cartagena  | Edwin Ordoñez        |         |
| Alianza Atlético             | 1 – 0     | Sporting Cristal    | Campeones del 36             | 19 de abril | 15:30   | Micke Palomino   | Julio Quiroz         |         |
| Cusco FC                     | 3 – 0     | Ayacucho FC         | Inca Garcilaso de la Vega    | 19 de abril | 19:00   | Michael Espinoza | Jonathan Zamora      |         |
| UTC                          | 0 – 1     | ADT                 | Germán Contreras Jara        | 20 de abril | 13:15   | Víctor Cori      | Alejandro Villanueva |         |
| Sport Huancayo               | 4 – 2     | Comerciantes Unidos | Huancayo                     | 20 de abril | 15:30   | Robin Segura     | Sebastián Lozano     |         |
| Libre: Juan Pablo II College |           |                     |                              |             |         |                  |                      |         |

| Fecha 10                   | Fecha 10  | Fecha 10              | Fecha 10                  | Fecha 10    | Fecha 10 | Fecha 10         | Fecha 10         | Fecha 10 |
| Local                      | Resultado | Visitante             | Estadio                   | Fecha       | Hora     | Árbitro          | VAR              | TV       |
| -------------------------- | --------- | --------------------- | ------------------------- | ----------- | -------- | ---------------- | ---------------- | -------- |
| Ayacucho FC                | 0 – 2     | Alianza Atlético      | Manuel Molina Robles      | 26 de abril | 13:00    | Jasmani Chambi   | Robin Segura     |          |
| Deportivo Garcilaso        | 0 – 1     | Deportivo Binacional  | Inca Garcilaso de la Vega | 26 de abril | 18:30    | Julio Quiroz     | Joel Alarcón     |          |
| Los Chankas                | 1 – 1     | FBC Melgar            | Los Chankas               | 27 de abril | 13:15    | Bruno Pérez      | Víctor Cori      |          |
| Atlético Grau              | 3 – 3     | Sport Boys            | Campeones del 36          | 27 de abril | 15:30    | Augusto Menéndez | Jonathan Zamora  |          |
| Universitario              | 6 – 0     | UTC                   | Monumental                | 27 de abril | 18:00    | Sebastián Lozano | Diego Haro       |          |
| Sporting Cristal           | 3 – 2     | Juan Pablo II College | Alberto Gallardo          | 28 de abril | 13:00    | Michael Espinoza | Jesús Cartagena  |          |
| ADT                        | 2 – 1     | Cusco FC              | Unión Tarma               | 28 de abril | 15:30    | Pablo López      | Daniel Ureta     |          |
| Cienciano                  | 2 – 1     | Sport Huancayo        | Inca Garcilaso de la Vega | 28 de abril | 19:30    | Jordi Espinoza   | Milagros Arruela |          |
| Comerciantes Unidos        | 0 – 1     | Alianza Lima          | Mansiche                  | 18 de junio | 19:00    | Michael Espinoza | Pablo López      |          |
| Libre: Alianza Universidad |           |                       |                           |             |          |                  |                  |          |

| Fecha 11                | Fecha 11  | Fecha 11            | Fecha 11                     | Fecha 11  | Fecha 11 | Fecha 11         | Fecha 11             | Fecha 11 |
| Local                   | Resultado | Visitante           | Estadio                      | Fecha     | Hora     | Árbitro          | VAR                  | TV       |
| ----------------------- | --------- | ------------------- | ---------------------------- | --------- | -------- | ---------------- | -------------------- | -------- |
| FBC Melgar              | 1 – 1     | Comerciantes Unidos | Monumental de la UNSA        | 1 de mayo | 19:30    | Jordi Espinoza   | Sebastián Lozano     |          |
| Sport Huancayo          | 3 – 0     | Atlético Grau       | Huancayo                     | 2 de mayo | 15:30    | Joel Alarcón     | Milagros Arruela     |          |
| Alianza Lima            | 0 – 1     | Cienciano           | Alejandro Villanueva         | 2 de mayo | 19:30    | Bruno Pérez      | David Huamán         |          |
| UTC                     | 2 – 1     | Deportivo Garcilaso | Germán Contreras Jara        | 3 de mayo | 13:00    | Kevin Ortega     | César García         |          |
| Juan Pablo II College   | 0 – 0     | Ayacucho FC         | CD Juan Pablo II             | 3 de mayo | 15:30    | Daniel Ureta     | Víctor Cori          |          |
| Cusco FC                | 2 – 0     | Universitario       | Inca Garcilaso de la Vega    | 3 de mayo | 18:30    | Edwin Ordoñez    | Alejandro Villanueva |          |
| Sport Boys              | 4 – 2     | Alianza Universidad | Miguel Grau                  | 4 de mayo | 13:00    | Diego Haro       | Hibert Villegas      |          |
| Alianza Atlético        | 2 – 0     | ADT                 | Campeones del 36             | 4 de mayo | 15:30    | Christian Santos | Robin Segura         |          |
| Deportivo Binacional    | 1 – 2     | Los Chankas         | Guillermo Briceño Rosamedina | 4 de mayo | 18:00    | Jesús Cartagena  | Jhonathan Zamora     |          |
| Libre: Sporting Cristal |           |                     |                              |           |          |                  |                      |          |

| Fecha 12            | Fecha 12  | Fecha 12              | Fecha 12                  | Fecha 12   | Fecha 12 | Fecha 12         | Fecha 12         | Fecha 12 |
| Local               | Resultado | Visitante             | Estadio                   | Fecha      | Hora     | Árbitro          | VAR              | TV       |
| ------------------- | --------- | --------------------- | ------------------------- | ---------- | -------- | ---------------- | ---------------- | -------- |
| Comerciantes Unidos | 1 – 1     | Deportivo Binacional  | Germán Contreras Jara     | 9 de mayo  | 15:30    | Jhonathan Zamora | Robin Segura     |          |
| Ayacucho FC         | 1 – 4     | Sporting Cristal      | Manuel Molina Robles      | 10 de mayo | 12:00    | Kevin Ortega     | César García     |          |
| Atlético Grau       | 1 – 1     | Alianza Lima          | Nacional                  | 10 de mayo | 15:30    | Edwin Ordoñez    | Daniel Ureta     |          |
| Cienciano           | 1 – 2     | FBC Melgar            | Inca Garcilaso de la Vega | 10 de mayo | 21:00    | Augusto Menéndez | Milagros Arruela |          |
| Los Chankas         | 2 – 1     | UTC                   | Los Chankas               | 11 de mayo | 13:00    | Diego Haro       | Julio Quiroz     |          |
| ADT                 | 2 – 2     | Juan Pablo II College | Unión Tarma               | 11 de mayo | 15:15    | Joel Alarcón     | Hibert Villegas  |          |
| Deportivo Garcilaso | 1 – 3     | Cusco FC              | Inca Garcilaso de la Vega | 11 de mayo | 17:30    | Michael Espinoza | Sebastián Lozano |          |
| Universitario       | 0 – 1     | Alianza Atlético      | Monumental                | 11 de mayo | 18:30    | Jordi Espinoza   | Víctor Cori      |          |
| Alianza Universidad | 0 – 1     | Sport Huancayo        | Heraclio Tapia            | 12 de mayo | 15:30    | Pablo López      | Jesús Cartagena  |          |
| Libre: Sport Boys   |           |                       |                           |            |          |                  |                  |          |

| Fecha 13              | Fecha 13  | Fecha 13            | Fecha 13                     | Fecha 13   | Fecha 13 | Fecha 13         | Fecha 13             | Fecha 13 |
| Local                 | Resultado | Visitante           | Estadio                      | Fecha      | Hora     | Árbitro          | VAR                  | TV       |
| --------------------- | --------- | ------------------- | ---------------------------- | ---------- | -------- | ---------------- | -------------------- | -------- |
| Alianza Atlético      | 1 – 0     | Deportivo Garcilaso | Campeones del 36             | 16 de mayo | 15:30    | Robin Segura     | Jhonathan Zamora     |          |
| UTC                   | 2 – 0     | Comerciantes Unidos | Germán Contreras Jara        | 17 de mayo | 15:00    | Jesús Cartagena  | Pablo López          |          |
| Sporting Cristal      | 2 – 1     | ADT                 | Alberto Gallardo             | 17 de mayo | 15:30    | Julio Quiroz     | Alejandro Villanueva |          |
| Cusco FC              | 3 – 3     | Los Chankas         | Inca Garcilaso de la Vega    | 17 de mayo | 18:00    | Sebastián Lozano | Milagros Arruela     |          |
| Sport Huancayo        | 1 – 0     | Sport Boys          | Huancayo                     | 18 de mayo | 13:15    | Jordi Espinoza   | Christian Santos     |          |
| Juan Pablo II College | 2 – 0     | Universitario       | Nacional                     | 18 de mayo | 15:30    | Micke Palomino   | César García         |          |
| FBC Melgar            | 1 – 1     | Atlético Grau       | Monumental de la UNSA        | 18 de mayo | 18:00    | Kevin Ortega     | Víctor Cori          |          |
| Deportivo Binacional  | 1 – 1     | Cienciano           | Guillermo Briceño Rosamedina | 19 de mayo | 17:30    | Daniel Ureta     | Edwin Ordoñez        |          |
| Alianza Lima          | 2 – 0     | Alianza Universidad | Alejandro Villanueva         | 19 de mayo | 20:00    | Michael Espinoza | Diego Haro           |          |
| Libre: Ayacucho FC    |           |                     |                              |            |          |                  |                      |          |

| Fecha 14              | Fecha 14  | Fecha 14              | Fecha 14                  | Fecha 14   | Fecha 14 | Fecha 14         | Fecha 14             | Fecha 14 |
| Local                 | Resultado | Visitante             | Estadio                   | Fecha      | Hora     | Árbitro          | VAR                  | TV       |
| --------------------- | --------- | --------------------- | ------------------------- | ---------- | -------- | ---------------- | -------------------- | -------- |
| Universitario         | 2 – 0     | Sporting Cristal      | Monumental                | 22 de mayo | 21:00    | Joel Alarcón     | Diego Haro           |          |
| Alianza Universidad   | 1 – 1     | FBC Melgar            | Heraclio Tapia            | 23 de mayo | 15:30    | Micke Palomino   | Milagros Arruela     |          |
| Sport Boys            | 0 – 1     | Alianza Lima          | Nacional                  | 23 de mayo | 20:00    | Sebastián Lozano | Alejandro Villanueva |          |
| Comerciantes Unidos   | 1 – 2     | Cusco FC              | Germán Contreras Jara     | 24 de mayo | 13:00    | Edwin Ordoñez    | Víctor Cori          |          |
| Atlético Grau         | 3 – 0     | Deportivo Binacional  | Campeones del 36          | 24 de mayo | 15:30    | Pablo López      | César García         |          |
| Cienciano             | 6 – 1     | UTC                   | Inca Garcilaso de la Vega | 24 de mayo | 18:00    | Kevin Ortega     | Jhonathan Zamora     |          |
| ADT                   | 0 – 1     | Ayacucho FC           | Unión Tarma               | 25 de mayo | 13:00    | Michael Espinoza | Christian Santos     |          |
| Deportivo Garcilaso   | 4 – 0     | Juan Pablo II College | Inca Garcilaso de la Vega | 25 de mayo | 18:00    | Jordi Espinoza   | Jesús Cartagena      |          |
| Los Chankas           | 1 – 2     | Alianza Atlético      | Los Chankas               | 1 de junio | 15:00    | Daniel Ureta     | Julio Quiroz         |          |
| Libre: Sport Huancayo |           |                       |                           |            |          |                  |                      |          |

| Fecha 15              | Fecha 15  | Fecha 15            | Fecha 15                     | Fecha 15    | Fecha 15 | Fecha 15         | Fecha 15             | Fecha 15 |
| Local                 | Resultado | Visitante           | Estadio                      | Fecha       | Hora     | Árbitro          | VAR                  | TV       |
| --------------------- | --------- | ------------------- | ---------------------------- | ----------- | -------- | ---------------- | -------------------- | -------- |
| Alianza Atlético      | 3 – 0     | Comerciantes Unidos | Campeones del 36             | 12 de junio | 15:00    | Kevin Ortega     | Jhonathan Zamora     |          |
| UTC                   | 0 – 2     | Atlético Grau       | Germán Contreras Jara        | 13 de junio | 15:00    | Christian Santos | Jesús Cartagena      |          |
| Cusco FC              | 0 – 0     | Cienciano           | Inca Garcilaso de la Vega    | 13 de junio | 19:00    | Jordi Espinoza   | César García         |          |
| FBC Melgar            | 2 – 1     | Sport Boys          | Monumental de la UNSA        | 14 de junio | 13:15    | Julio Quiroz     | Daniel Ureta         |          |
| Juan Pablo II College | 3 – 0     | Los Chankas         | CD Juan Pablo II             | 14 de junio | 15:30    | Bruno Pérez      | Robin Segura         |          |
| Alianza Lima          | 0 – 0     | Sport Huancayo      | Alejandro Villanueva         | 14 de junio | 20:00    | Micke Palomino   | Alejandro Villanueva |          |
| Sporting Cristal      | 3 – 2     | Deportivo Garcilaso | Alberto Gallardo             | 15 de junio | 11:00    | Augusto Menéndez | Víctor Cori          |          |
| Ayacucho FC           | 0 – 1     | Universitario       | Manuel Molina Robles         | 15 de junio | 15:00    | Sebastián Lozano | Milagros Arruela     |          |
| Deportivo Binacional  | 1 – 1     | Alianza Universidad | Guillermo Briceño Rosamedina | 15 de junio | 17:30    | Joel Alarcón     | Diego Haro           |          |
| Libre: ADT            |           |                     |                              |             |          |                  |                      |          |

| Fecha 16            | Fecha 16  | Fecha 16              | Fecha 16                  | Fecha 16    | Fecha 16 | Fecha 16         | Fecha 16             | Fecha 16 |
| Local               | Resultado | Visitante             | Estadio                   | Fecha       | Hora     | Árbitro          | VAR                  | TV       |
| ------------------- | --------- | --------------------- | ------------------------- | ----------- | -------- | ---------------- | -------------------- | -------- |
| Atlético Grau       | 0 – 0     | Cusco FC              | Campeones del 36          | 19 de junio | 15:00    | Bruno Pérez      | Milagros Arruela     |          |
| Alianza Universidad | 1 – 2     | UTC                   | Heraclio Tapia            | 20 de junio | 18:00    | Jhonathan Zamora | David Huamán         |          |
| Universitario       | 5 – 0     | ADT                   | Monumental                | 20 de junio | 21:00    | Kevin Ortega     | César García         |          |
| Sport Huancayo      | 2 – 2     | FBC Melgar            | Huancayo                  | 21 de junio | 13:00    | Daniel Ureta     | Sebastián Lozano     |          |
| Los Chankas         | 3 – 1     | Sporting Cristal      | Los Chankas               | 21 de junio | 15:15    | Jesús Cartagena  | Julio Quiroz         |          |
| Deportivo Garcilaso | 2 – 1     | Ayacucho FC           | Inca Garcilaso de la Vega | 21 de junio | 19:00    | Pablo López      | Alejandro Villanueva |          |
| Sport Boys          | 3 – 1     | Deportivo Binacional  | Miguel Grau               | 22 de junio | 13:00    | Edwin Ordoñez    | Christian Santos     |          |
| Comerciantes Unidos | 3 – 0     | Juan Pablo II College | Germán Contreras Jara     | 22 de junio | 15:15    | Diego Haro       | Jordi Espinoza       |          |
| Cienciano           | 3 – 2     | Alianza Atlético      | Inca Garcilaso de la Vega | 22 de junio | 17:30    | Joel Alarcón     | Víctor Cori          |          |
| Libre: Alianza Lima |           |                       |                           |             |          |                  |                      |          |

| Fecha 17              | Fecha 17  | Fecha 17            | Fecha 17                     | Fecha 17    | Fecha 17 | Fecha 17         | Fecha 17         | Fecha 17 |
| Local                 | Resultado | Visitante           | Estadio                      | Fecha       | Hora     | Árbitro          | VAR              | TV       |
| --------------------- | --------- | ------------------- | ---------------------------- | ----------- | -------- | ---------------- | ---------------- | -------- |
| Ayacucho FC           | 1 – 2     | Los Chankas         | Manuel Molina Robles         | 27 de junio | 13:00    | Víctor Cori      | Joel Alarcón     |          |
| Juan Pablo II College | 2 – 2     | Cienciano           | CD Juan Pablo II             | 27 de junio | 15:15    | Kevin Ortega     | César García     |          |
| Deportivo Binacional  | 1 – 0     | Sport Huancayo      | Guillermo Briceño Rosamedina | 27 de junio | 17:30    | Bruno Pérez      | Diego Haro       |          |
| ADT                   | 0 – 0     | Deportivo Garcilaso | Unión Tarma                  | 28 de junio | 13:00    | Daniel Ureta     | Christian Santos |          |
| UTC                   | 1 – 1     | Sport Boys          | Germán Contreras Jara        | 28 de junio | 15:15    | Micke Palomino   | Pablo López      |          |
| FBC Melgar            | 0 – 1     | Alianza Lima        | Monumental de la UNSA        | 28 de junio | 18:15    | Jordi Espinoza   | David Huamán     |          |
| Sporting Cristal      | 2 – 0     | Comerciantes Unidos | Alberto Gallardo             | 29 de junio | 11:00    | Sebastián Lozano | Joel Alarcón     |          |
| Alianza Atlético      | 2 – 1     | Atlético Grau       | Campeones del 36             | 29 de junio | 15:00    | Edwin Ordoñez    | Jesús Cartagena  |          |
| Cusco FC              | 4 – 1     | Alianza Universidad | Inca Garcilaso de la Vega    | 29 de junio | 18:00    | Julio Quiroz     | Milagros Arruela |          |
| Libre: Universitario  |           |                     |                              |             |          |                  |                  |          |

| Fecha 18            | Fecha 18  | Fecha 18              | Fecha 18                  | Fecha 18   | Fecha 18 | Fecha 18         | Fecha 18             | Fecha 18 |
| Local               | Resultado | Visitante             | Estadio                   | Fecha      | Hora     | Árbitro          | VAR                  | TV       |
| ------------------- | --------- | --------------------- | ------------------------- | ---------- | -------- | ---------------- | -------------------- | -------- |
| Sport Huancayo      | 1 – 0     | UTC                   | Huancayo                  | 4 de julio | 13:00    | Jesús Cartagena  | César García         |          |
| Los Chankas         | 1 – 1     | ADT                   | Los Chankas               | 4 de julio | 15:15    | Micke Palomino   | Milagros Arruela     |          |
| Comerciantes Unidos | 0 – 1     | Ayacucho FC           | Germán Contreras Jara     | 5 de julio | 13:00    | Julio Quiroz     | Fernando Legario     |          |
| Cienciano           | 1 – 1     | Sporting Cristal      | Inca Garcilaso de la Vega | 5 de julio | 15:15    | Diego Haro       | Edwin Ordoñez        |          |
| Alianza Universidad | 2 – 0     | Alianza Atlético      | Heraclio Tapia            | 5 de julio | 17:30    | Jordi Espinoza   | Alejandro Villanueva |          |
| Alianza Lima        | 5 – 1     | Deportivo Binacional  | Alejandro Villanueva      | 5 de julio | 20:00    | Augusto Menéndez | Robin Segura         |          |
| Sport Boys          | 1 – 2     | Cusco FC              | Miguel Grau               | 6 de julio | 13:00    | Christian Santos | David Huamán         |          |
| Atlético Grau       | 2 – 0     | Juan Pablo II College | Campeones del 36          | 6 de julio | 15:15    | Daniel Ureta     | Joel Alarcón         |          |
| Deportivo Garcilaso | 0 – 1     | Universitario         | Inca Garcilaso de la Vega | 6 de julio | 17:30    | Bruno Pérez      | Sebastián Lozano     |          |
| Libre: FBC Melgar   |           |                       |                           |            |          |                  |                      |          |

| Fecha 19                   | Fecha 19  | Fecha 19            | Fecha 19                     | Fecha 19    | Fecha 19 | Fecha 19         | Fecha 19             | Fecha 19 |
| Local                      | Resultado | Visitante           | Estadio                      | Fecha       | Hora     | Árbitro          | VAR                  | TV       |
| -------------------------- | --------- | ------------------- | ---------------------------- | ----------- | -------- | ---------------- | -------------------- | -------- |
| ADT                        | 1 – 0     | Comerciantes Unidos | Unión Tarma                  | 11 de julio | 15:00    | Joel Alarcón     | Sebastián Lozano     |          |
| Deportivo Binacional       | 1 – 1     | FBC Melgar          | Guillermo Briceño Rosamedina | 12 de julio | 11:30    | Pablo López      | Jhonathan Zamora     |          |
| UTC                        | 0 – 0     | Alianza Lima        | Germán Contreras Jara        | 12 de julio | 15:00    | Kevin Ortega     | Alejandro Villanueva |          |
| Universitario (G)          | 0 – 0     | Los Chankas         | Monumental                   | 12 de julio | 15:00    | Diego Haro       | Daniel Ureta         |          |
| Alianza Atlético           | 1 – 0     | Sport Boys          | Campeones del 36             | 12 de julio | 15:30    | Augusto Menéndez | Fernando Legario     | L1 Play  |
| Sporting Cristal           | 2 – 1     | Atlético Grau       | Alberto Gallardo             | 13 de julio | 11:00    | Bruno Pérez      | David Huamán         |          |
| Ayacucho FC                | 1 – 0     | Cienciano           | Manuel Molina Robles         | 13 de julio | 13:15    | Jordi Espinoza   | César García         |          |
| Juan Pablo II College      | 1 – 0     | Alianza Universidad | CD Juan Pablo II             | 13 de julio | 15:30    | Micke Palomino   | Jesús Cartagena      |          |
| Cusco FC                   | 3 – 0     | Sport Huancayo      | Inca Garcilaso de la Vega    | 13 de julio | 18:30    | Edwin Ordoñez    | Robin Segura         |          |
| Libre: Deportivo Garcilaso |           |                     |                              |             |          |                  |                      |          |